# Tres Gallos
Tres Gallos är en ort i Mexiko.   Den ligger i kommunen Tlajomulco de Zúñiga och delstaten Jalisco, i den centrala delen av landet, 400 km väster om huvudstaden Mexico City. Tres Gallos ligger 1 585 meter över havet och antalet invånare är 135.
Terrängen runt Tres Gallos är huvudsakligen platt, men åt sydost är den kuperad. Runt Tres Gallos är det ganska tätbefolkat, med 222 invånare per kvadratkilometer. Närmaste större samhälle är Tlaquepaque, 18,5 km norr om Tres Gallos. I omgivningarna runt Tres Gallos växer huvudsakligen savannskog.